# Coryogalops bulejiensis
Coryogalops bulejiensis är en fiskart som först beskrevs av Shamsul Hoda, 1983.  Coryogalops bulejiensis ingår i släktet Coryogalops och familjen smörbultsfiskar. Inga underarter finns listade i Catalogue of Life.